# Tropische Wirbelsturmwarnsignale in Hongkong
Die Tropischen Wirbelsturmwarnsignale in Hongkong (chinesisch 熱帶氣旋警告信號 / 热带气旋警告信号, englisch Hong Kong tropical cyclone warning signals) oder informell Taifun-Warnungen (颱風信號 englisch typhoon warnings, ugs. 風球 ‚Windball, Sturmkugel‘) sind eine Reihe von Signalen, die verwendet werden, um die Gefahren oder Auswirkungen eines tropischen Wirbelsturms anzuzeigen. Das Hong Kong Observatory setzt Warnsignale, wenn ein tropischer Wirbelsturm sich auf 800 Kilometer an Hongkong annähert und später Auswirkungen auf Hongkong haben kann. Ein sehr ähnliches System wird in der Nachbarstadt in der Sonderverwaltungszone Macau von der Direcção dos Serviços Meteorológicos e Geofisicos de Macau verwendet.
Diese Signale bestehen aus einem Satz Nummern, Symbolen und Lichtern.

## Geschichte
Im Jahre 1884 wurde damit begonnen, unter Betätigung einer Trommel eine Kombination von Bällen und Kegeln aufzuziehen, um Seeleute im Victoria Harbour vor einem sich annähernden Taifun zu warnen. Für die allgemeine Öffentlichkeit wurde eine Kanone abgefeuert. Diese Kanone wurde 1907 durch Sprengladungen ersetzt, da diese lauter waren und als Verbesserung betrachtet wurden. Die letzte solche Explosion wurde 1937 ausgelöst.
Das erste auf Nummern aufgebaute Warnsystem wurde 1917 eingeführt. Die Nummern liefen von 1 bis 7, wobei die Zahlen 2 bis 5 erwartete Sturmwinde aus jeweils einem der vier Quadranten signalisierten. Das System wurde 1931 geändert. Jetzt wurden die Zahlen 1, 5, 6, 7, 8, 9 und 10 verwendet, wobei die Zahlen 5 bis 8 die Quadranten darstellten. Das Signal Nummer 3 – Starker Wind – wurde 1956 als Zwischenstufe zum Signal Nummer 1 – Bereitschaft – und den Sturmwarnungsignalen eingeführt.
In der Vergangenheit wurden diese Signale an vielen Stellen in Hongkong gehisst. In den 1960er Jahren gab es 42 dieser Seezeichen in der Kronkolonie. Wetterberichte in Hörfunk und Fernsehen nahmen zunehmend an Bedeutung und Wirksamkeit zu, sodass die Notwendigkeit zurückging, Signale aufzuziehen. Die letzte Signalstation auf Cheung Chau wurde am 1. Januar 2002 stillgelegt. Dementsprechend hat das Observatorium die Wortwahl geändert und das Wort hoist (hissen, hinaufziehen, 掛起 – „aufhängen, hängen“) in seiner offiziellen Terminologie durch issue (ausgeben, 發出 – „aussenden, signalisieren“) ersetzt. Der Ausdruck „Taifunwarnsignal Nummer __ wurde gehisst.“ – 已掛起__號颱風信號。 ugs. 已掛__號風球。 englisch The typhoon warning signal __ were hoisted. – ist in der Öffentlichkeit noch weit verbreitet und wird oft gebraucht.

## Derzeitiges System
Beginnend am 1. Januar 1973 wurden die Signale 5 bis 8 durch 8 NW, 8 SW, 8 NE und 8 SE ersetzt, um Missverständnisse in der Öffentlichkeit zu vermeiden. Dieses System ist seitdem in Verwendung.
Nach den gesetzlichen Regelungen und den üblichen Vorgehensweisen in Hongkong stellen alle Behörden ihre Tätigkeit ein, sobald ein höheres Signal als Nummer 3 ausgegeben wird. Schulen beenden augenblicklich ihren Unterricht, die Finanzmärkte und andere Geschäfte schließen. Der öffentliche Verkehr auf See oder auf Straßen und Autobahnen ruht oder wird zurückgefahren. Um Störungen und Stress zu minimalisieren, die durch die geballte Rückkehr der Beschäftigten von ihren Arbeitsplätzen entsteht, verkündet das Hong Kong Observatory üblicherweise zwei Stunden vor der Ausgabe des Signals Nummer 8 eine Vorwarnung.
Da das System ursprünglich dazu diente, den Seeleuten zur Warnung zu dienen, beruhte die Ausgabe von Warnsignalen auf Windgeschwindigkeiten, die rund um den Victoria Harbour gemessen wurden. Im Laufe der Jahre wurde das System durch die breite Öffentlichkeit in Hongkong angenommen. Von der Taifunsaison 2007 an basiert die Ausgabe von Warnsignalen auf Windmessungen praktisch auf Meereshöhe von acht über Hongkong verteilten Messstellen.

## Bedeutung der Signale
Die Warnsignale der tropischen Wirbelstürme – ugs. Taifunwarnsignale, 颱風警告信號 englisch typhoon warn signal – sind wie folgt definiert:
| Signal- Nummer | Signalbezeichnung                                       | Englisch                 | Chinesisch             | Windgeschw. km/h (mph) | Windstärke Bft      | Windböen km/h (mph)            | Signal- Zeichen | Bemerkung |
| -------------- | ------------------------------------------------------- | ------------------------ | ---------------------- | ---------------------- | ------------------- | ------------------------------ | --------------- | --- |
| 1              | Bereitschaft                                            | Stand-by                 | 戒備 1                 | —                      | —                   | —                              |                 | Ein tropischer Wirbelsturm hat sein Zentrum innerhalb von 800 Kilometern von Hongkong entfernt und kann später das Territorium erreichen oder es wird in den Gewässern Hongkongs starken Wind geben |
| 3 2            | Starker oder steifer Wind                               | Strong Wind              | 強風 2                 | 41 – 62 (26–37)        | Beaufortskala 6–7   | können 110 (69) überschreiten  |                 | Starke oder steife Winde werden erwartet oder wehen allgemein in Hongkong auf Meereshöhe und es wird keine Änderung der Sturmbedingungen erwartet                                                   |
| 8 NW 4         | Stürmischer Wind oder Sturm                             | Gale or Storm            | 烈風 / 暴風 3          | 63 – 117 (38–73)       | Beaufortskala 8–11  | können 180 (113) überschreiten |                 | Wind in Sturm- oder Orkanstärke wird erwartet oder weht in Hongkong auf Meereshöhe aus dem Nordwest-Quadranten und es wird keine Änderung der Sturmbedingungen erwartet                             |
| 8 SW 5         | Stürmischer Wind oder Sturm                             | Gale or Storm            | 烈風 / 暴風 3          | 63 – 117 (38–73)       | Beaufortskala 8–11  | können 180 (113) überschreiten |                 | Wind in Sturm- oder Orkanstärke wird erwartet oder weht in Hongkong auf Meereshöhe aus dem Südwest-Quadranten und es wird keine Änderung der Sturmbedingungen erwartet                              |
| 8 NE 6         | Stürmischer Wind oder Sturm                             | Gale or Storm            | 烈風 / 暴風 3          | 63 – 117 (38–73)       | Beaufortskala 8–11  | können 180 (113) überschreiten |                 | Wind in Sturm- oder Orkanstärke wird erwartet oder weht in Hongkong auf Meereshöhe aus dem Nordost-Quadranten und es wird keine Änderung der Sturmbedingungen erwartet                              |
| 8 SE 7         | Stürmischer Wind oder Sturm                             | Gale or Storm            | 烈風 / 暴風 3          | 63 – 117 (38–73)       | Beaufortskala 8–11  | können 180 (113) überschreiten |                 | Wind in Sturm- oder Orkanstärke wird erwartet oder weht in Hongkong auf Meereshöhe aus dem Südost-Quadranten und es wird keine Änderung der Sturmbedingungen erwartet                               |
| 9 8            | Stärkerwerdender Schwerer Sturm oder orkanartiger Sturm | Increasing Gale or Storm | 烈風 / 暴風風力 增強 8 | > 88 – 117 (> 55–73)   | Beaufortskala 10–11 | —                              |                 | Wind in Sturm- oder Orkanstärke nimmt zu. |
| 10 9           | Orkan                                                   | Hurricane                | 颶風 9                 | > 118 (> 74)           | Beaufortskala 12    | können 220 (138) überschreiten |                 | Winde in Orkanstärke. Das Auge des Taifuns zieht möglicherweise direkt über Hongkong. |

Quelle: Hong Kong Observatory – HKO
- 1 Taifunwarnsignal 1 – Bereitschaft (一號戒備訊號 / 一号戒备讯号, englisch Typhoon Warning Signal 1 Standby, kant. ugs. 一號風球)
- 2 Taifunwarnsignal 3 – Starker Wind (三號強風訊號 / 三号强风讯号, englisch Typhoon Warning Signal 3 Strong Wind, kant. ugs. 三號風球)
- 3 Taifunwarnsignal 8 – Stürmischer Wind oder Sturm (八號烈風 / 八号烈风 oder 暴風訊號 / 暴风讯号, englisch Typhoon Warning Signal 8 Gale or Storm, kant. ugs. 八號風球)
- 4 Taifunwarnsignal 8NW – Stürmischer Wind oder Sturm aus nordwestlicher Richtung (八號西北烈風 / 八号西北烈风 oder 八號西北暴風訊號 / 八号西北暴风讯号, englisch Typhoon Warning Signal 8NW – northwesterly Gale or Storm, kant. ugs. 八號風球)
- 5 Taifunwarnsignal 8SW – Stürmischer Wind oder Sturm aus südwestlicher Richtung (八號西南烈風 / 八号西南烈风 oder 八號西南暴風訊號 / 八号西南暴风讯号, englisch Typhoon Warning Signal 8SW – southwesterly Gale or Storm, kant. ugs. 八號風球)
- 6 Taifunwarnsignal 8NO – Stürmischer Wind oder Sturm aus nordöstlicher Richtung (八號東北烈風 / 八号东北烈风 oder 八號東北暴風訊號 / 八号东北暴风讯号, englisch Typhoon Warning Signal 8NE – northeasterly Gale or Storm, kant. ugs. 八號風球)
- 7 Taifunwarnsignal 8SO – Stürmischer Wind oder Sturm aus südöstlicher Richtung (八號東南烈風 / 八号东南烈风 oder 八號東南暴風訊號 / 八号东南暴风讯号, englisch Typhoon Warning Signal 8SE – southeasterly Gale or Storm, kant. ugs. 八號風球)
- 8 Taifunwarnsignal 9 – Stärkerwerdender Schwerer Sturm oder orkanartiger Sturm (九號烈風 / 九号烈风 oder 暴風風力增強訊號 / 暴风风力增强讯号, englisch Typhoon Warning Signal 9 Increasing Gale or Storm, kant. ugs. 九號風球)
- 9 Taifunwarnsignal 10 – Orkan (十號颶風訊號 / 十号飓风讯号, englisch Typhoon Warning Signal 10 Hurricane, kant. ugs. 十號風球)

## Galerie

Hongkongs tropischen Wirbelsturmwarnsignale
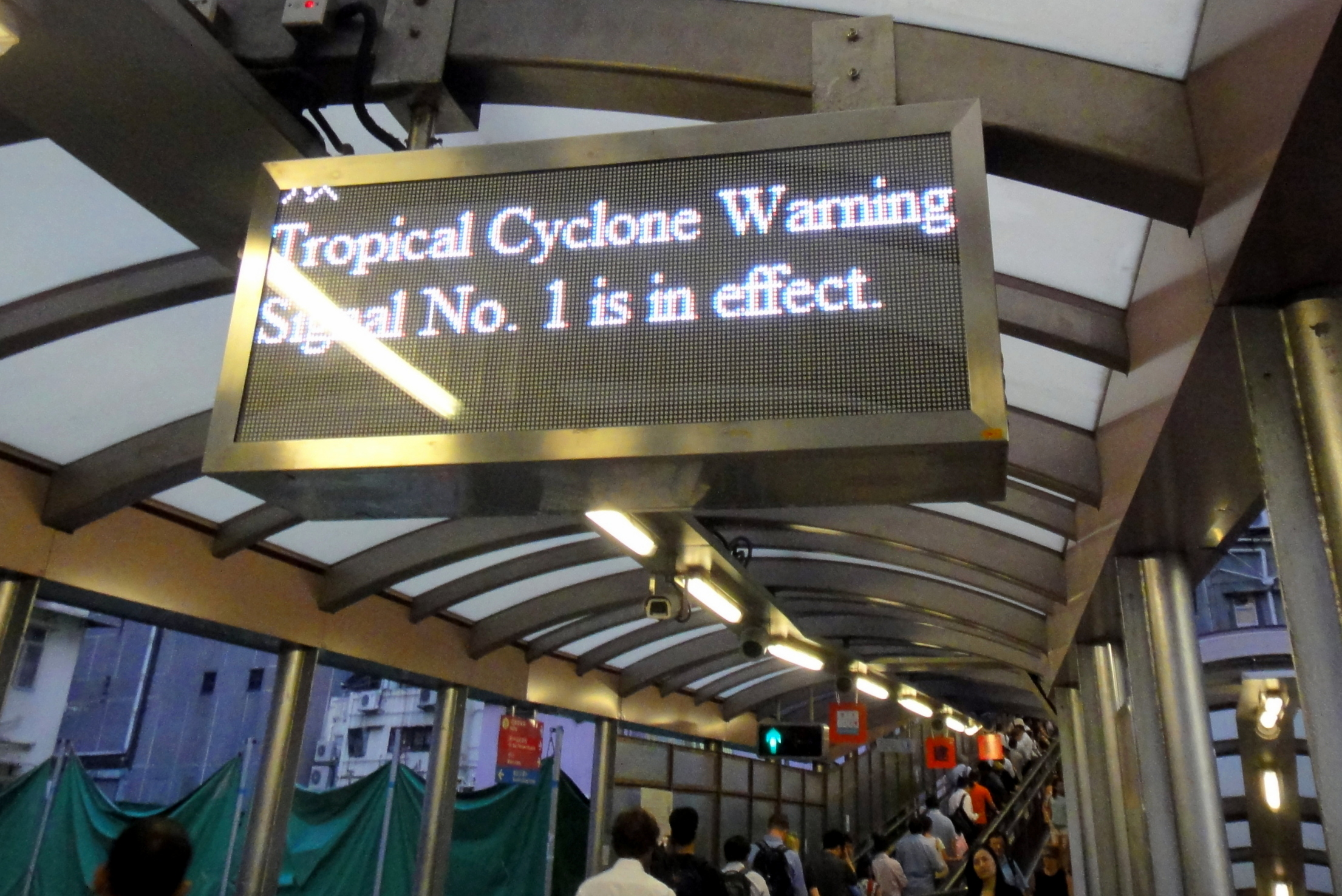
Taifunwarnsignal 1, Mid-Levels Escalator 2013
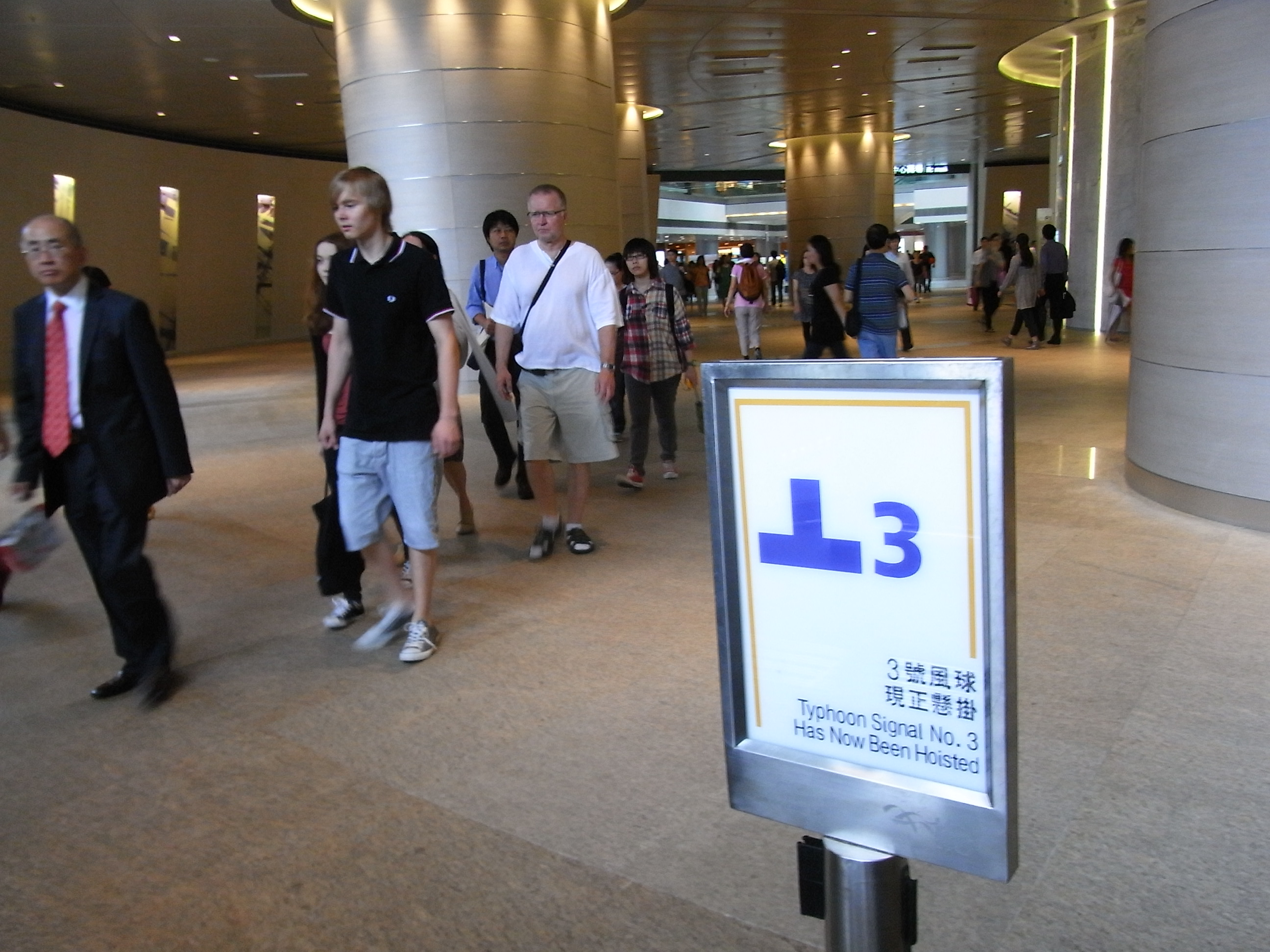
Taifunwarnsignal 3, Central 2012
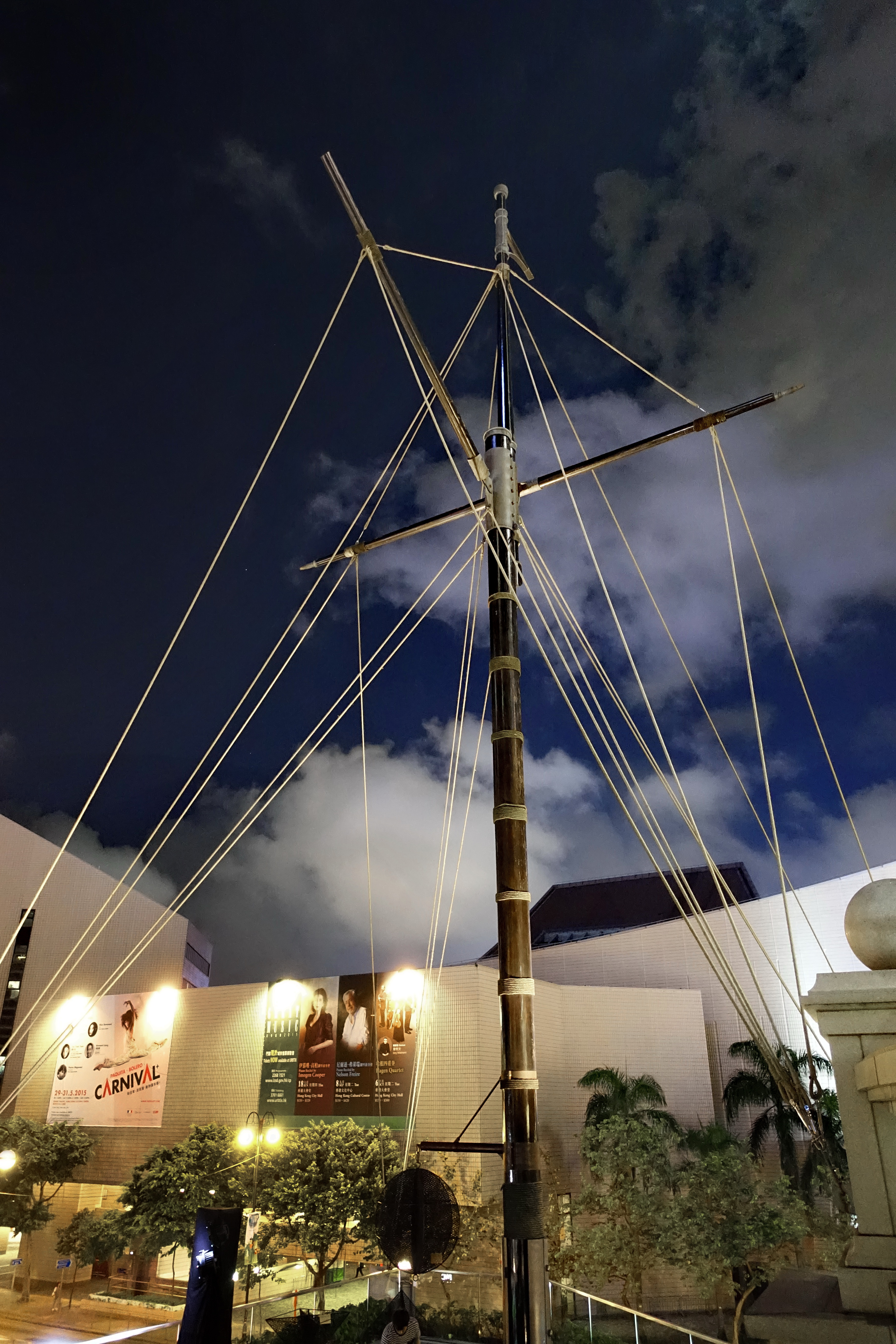
Signalmast, TST 2015
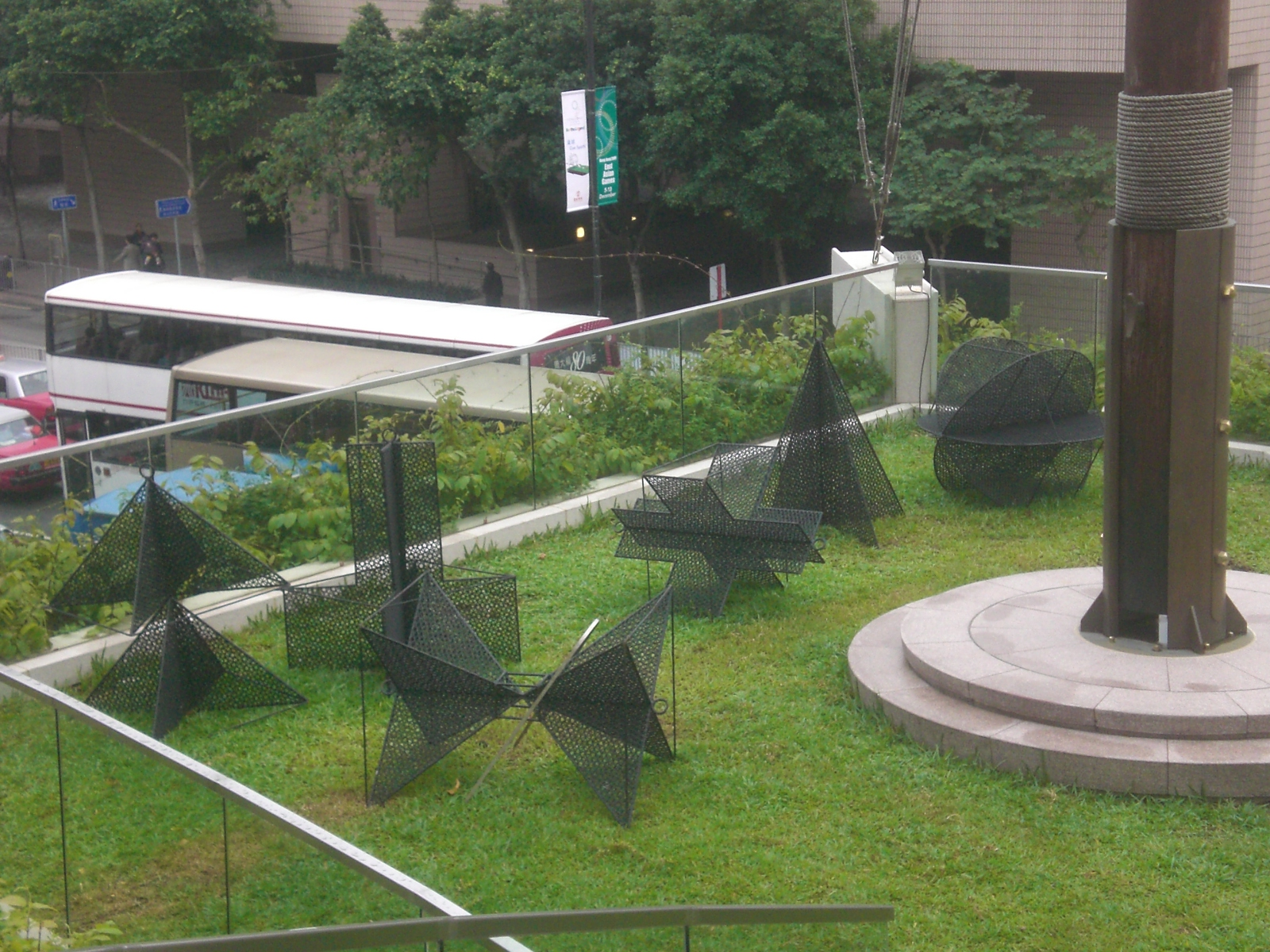
Historische Taifunwarnsignale, TST 2009